# ماهی‌خورک مقدس
ماهی‌خورک مقدس (نام علمی: Todiramphus sanctus) نام یک گونه از زیرخانواده ماهی‌خورک درختی است.